# Незнайка и Баррабасс
«Незнайка и Баррабасс» — российский полнометражный мультфильм, созданный в 2004 году кинокомпанией «Центр национального фильма» по заказу ОАО «Первый канал». Мультфильм не связан с книгами Николая Носова и основывается на книге Анны Хвольсон «Царство малюток», которая в свою очередь была основана на комиксах Палмера Кокса.

## Сюжет
Баррабасс проникает в музей человечков и крадёт карты и цифру VII из часов. В это время Незнайка приезжает на работу на почту, и один из его друзей, Яцек рассказывает ему, что кто-то крадёт номера. Он подозревает в этом ещё одного их друга, Матросика, но Незнайка не верит ему, так как знает, что Матросик его друг и не стал бы красть номера, да и сам не понимает, кому это нужно. Тем временем в своём логове Баррабасс изобретает перемещатель сквозь стены (им Баррабасс пользуется ближе к концу, чтобы проникнуть на печатный завод).
Незнайка приезжает домой к брату Знайке, помогает ему собрать фотоаппарат и они направляются на Музыкальную гору. Тем временем Мурзилка, председатель географического общества, приезжает в музей и натыкается на ловушку из верёвок и бочек с красками. К счастью, друзья услышали его крики и прибежали на помощь, проверив, цел ли и невредим Мурзилка. Во время снятия подвешенного председателя Незнайка обнаруживает, что Баррабасс украл карты и оставил своё имя. Пытаясь понять, кто это, человечки обнаруживают характеристику Баррабасса: «Хитёр, очень опасен, место проживания неизвестно». Кроме того, Незнайка узнаёт что он был тем человечком на которого тот случайно налетел этим утром, управляя велосипедом.
Тем временем, у Баррабасса, гусеница его помощницы Леди Фи съедает записи Капитана военного крейсера, но он находит запись голоса Знайки и перенастраивает его под голос Капитана на замедленной скорости, после чего решает продолжить записывать его. Для этого он сначала приказывает одному из своих подручных записать голос, но так как эта затея терпит фиаско, Барабасс лично отправляется в Маленький город, похищает Знайку и просит всех жителей ждать телеграммы. После записи его голоса, Леди Фи стала пытать Знайку, а сообщник Баррабасса фотографирует, как Леди Фи щекочет Знайку. Потом Баррабасс привязывает Знайку к бомбе и оставляет его на товарном поезде.
Человечки тоже не сидят сложа руки: часть из них идёт спасать Знайку, но теряются в катакомбах, и только благодаря изобретению Бурша — Рубашкохода, выбираются из неё. Оставшиеся ждать телеграмму получают её от первой группы и узнают, что бомба взорвётся в 2 часа. Человечки решают поехать в погоню за товарным поездом, чтобы спасти Знайку и перевести стрелку, чтобы попасть на рельсы, по которым этот поезд едет.
Сделав всё это, Незнайка отвязывает брата от бомбы и привязывает её к вертолёту Баррабасса, после чего тот взрывается и падает в воду. Казалось бы, Баррабасс погиб, и все человечки празднуют победу над ним.
Однако Баррабасс каким-то образом выживает и добирается до своего убежища. С целью заполучить кубок с соревнований он маскируется под Мурзилку и, заняв его место, едет на скачки, где Мурзилка должен был быть главным судьёй соревнований, а кроме того, может забрать кубок, если победителя не окажется. Естественно, никто не выигрывает. Баррабасс забирает кубок с цифрой 1 и убегает. Тем временем Знайка перед всеми хвастает, что это он взорвал Баррабасса, а Незнайка узнаёт, что Баррабасс жив, и пытается предупредить всех, но никто ему не верит. Тогда Незнайка залезает в багажник автомобиля Баррабасса и едет вместе с ним и Леди Фи на их подводную лодку. Там Незнайка подслушивает разговор Баррабасса и Леди Фи, что они отправятся на маяк и Незнайка узнаёт, где их убежище. Однако когда они уходят, подлодка начинает погружаться в воду, и подоспевшие друзья Незнайки еле вытаскивают его оттуда.
Глубокой ночью, пока Знайка мучается кошмарами, Баррабасс вместе с парочкой своих сообщников, при помощи своего числового перемещателя, проникает внутрь запертого печатного завода, где перепечатывает газеты, вставляя туда снятые в своём логове фотографии. На следующее утро на печатном заводе уже готова ложная газета, где Леди Фи щекотала Знайку. Все человечки, получив эту газету и прочитав её, в гневе, но Незнайка переубеждает их, что это всё враньё, ведь Знайка и правда был в плену Баррабасса. Также он рассказывает им, что Баррабасс скрывается на маяке и человечки на двух самолётах и дирижабле отправляются на маяк.
Баррабасс узнаёт, что человечки летят за ним, в результате чего перекрывает и маскирует все входы на маяке, для того чтобы отвести человечков подальше от лаборатории. Человечки разделяются и находят тоннель в логово Баррабасса, но не имеют возможности туда спуститься. Внезапно они замечают, как Баррабасс на своём дирижабле улетает подальше от маяка, и направляются за ним. Во время погони один самолёт сталкивается с дирижаблем Баррабасса, а второй разрывается надвое. Всё же несколько человечков пробираются на дирижабль Баррабасса, но сам он вместе с Леди Фи спасается на парашютах. Тем не менее, человечкам он больше не нужен, главное — они нашли украденные карты географического общества, однако Незнайка говорит что они с ним ещё встретятся.
Человечки возвращаются домой, Незнайка говорит Пуговке, что он так и не поймал Баррабасса, но Пуговка успокаивает его, что в следующий раз поймает, а перед финальными титрами следует надпись «Продолжение следует».

## Роли озвучивали
- Константин Абрамов — Незнайка
- Эммануил Виторган[3] — Баррабасс
- Геннадий Хазанов[3] — Мурзилка
- Спартак Мишулин[3] — Бурш
- Юрий Гальцев[3] — Бром
- Матвей Ганапольский — Вольфганг (Авиатор 1)
- Алексей Неклюдов — Дитрих (Авиатор 2) / Рыбак Лим
- Борис Шувалов — Док / Бобби
- Алексей Колган — Знайка
- Татьяна Аугшкап — Леди Фи
- Николай Лазарев — Индеец Ски
- Дарья Петрова — Пуговка
- Андрей Перов — Яцек
- Денис Шувалов — Матросик
- Алексей Весёлкин (младший) — Микробка
- Владимир Бадов — Чи-Ка-Чи
- Алексей Сафонов — Часовой
- Дмитрий Филимонов — Ковбой Мик
- Александр Пожаров — Скок
- Алексей Елизаветский — Машинист
- Владимир Виноградов — Лучано / Носач
- Данила Перов и Рамил Ибрагимов — Хор

## Создатели
| Продюсер                     | Сергей Зернов |
| История                      | Владимир Гагурин и Светлана Гроссу при участии Михаила Мокиенко, Алексея Баранова и Сергея Луценко                                                                                         |
| Сценарий                     | Михаил Мокиенко |
| Режиссёры-постановщики       | Владимир Гагурин, Светлана Гроссу |
| Ведущий продюсер «ПРО-класс» | Ольга Ушакова |
| Исполнительный продюсер      | Владимир Гагурин |
| Музыка                       | Илья Лагутенко, Андрей Антонец, Евгений Завиденный и Мартинш Страутниекс при участии группы «Мумий Тролль»: Илья Лагутенко, Евгений Завиденный, Юрий Цалер, Олег Пунгин, Иван Фармаковский |
| Тексты песен                 | Илья Лагутенко |

## Критика
Рецензент сайта Экранка.ру Антон Ботев в целом положительно отозвался о мультфильме, отметив своеобразную анимацию и озвучивание, и выразил сожаление по поводу отменённого продолжения.

## Новеллизация
Спустя год по мотивам мультфильма вышло две книги за авторством Михаила Мокиенко: «Незнайка и Баррабасс: Зловещая тайна Баррабасса» и «Незнайка и Баррабасс: Да здравствует Незнайка!». Эти книги являлись описанием событий произошедших в мультфильме в двух частях.